# Georgenschule (Eisenach)

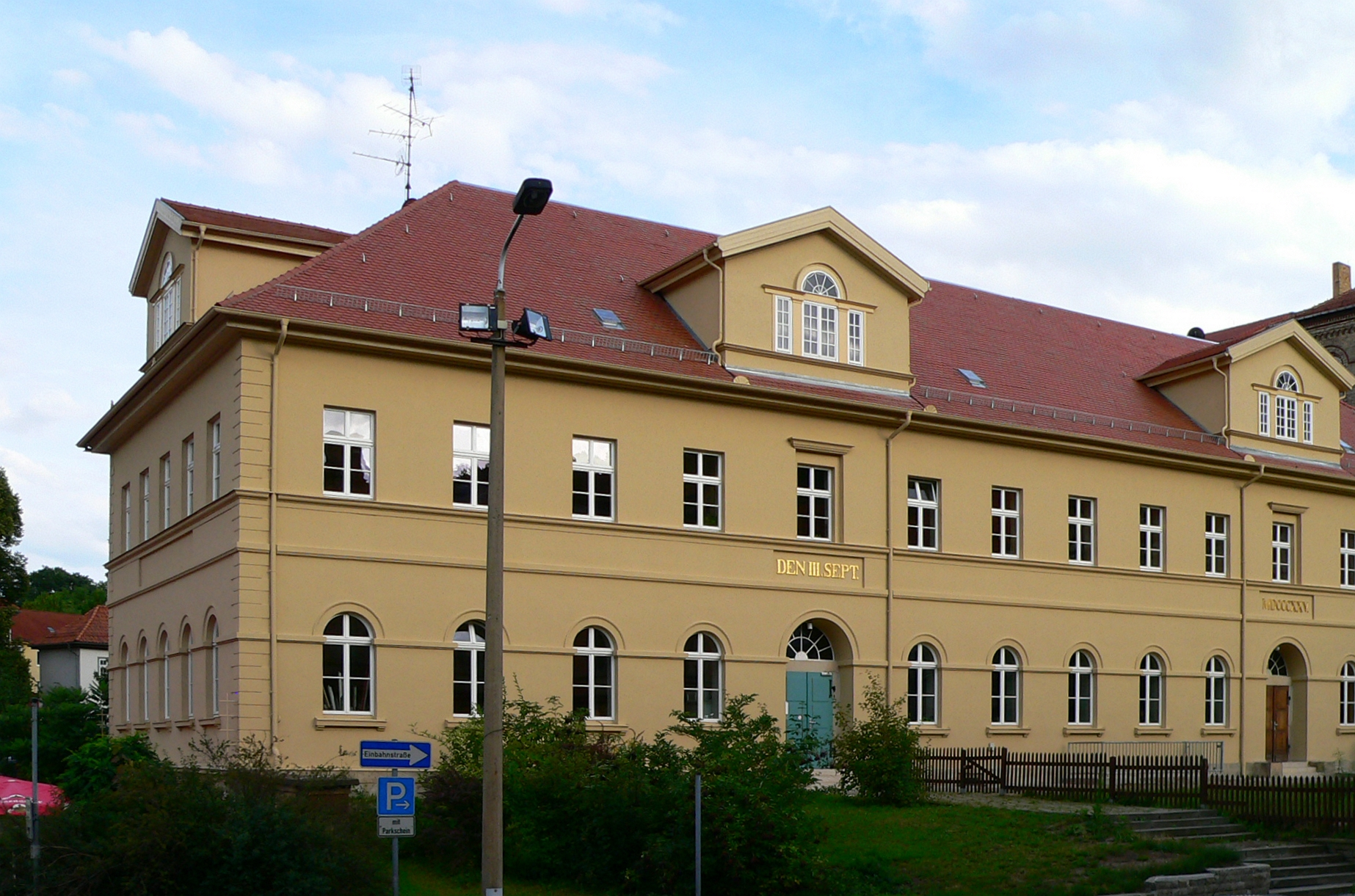
Georgenschule in Eisenach

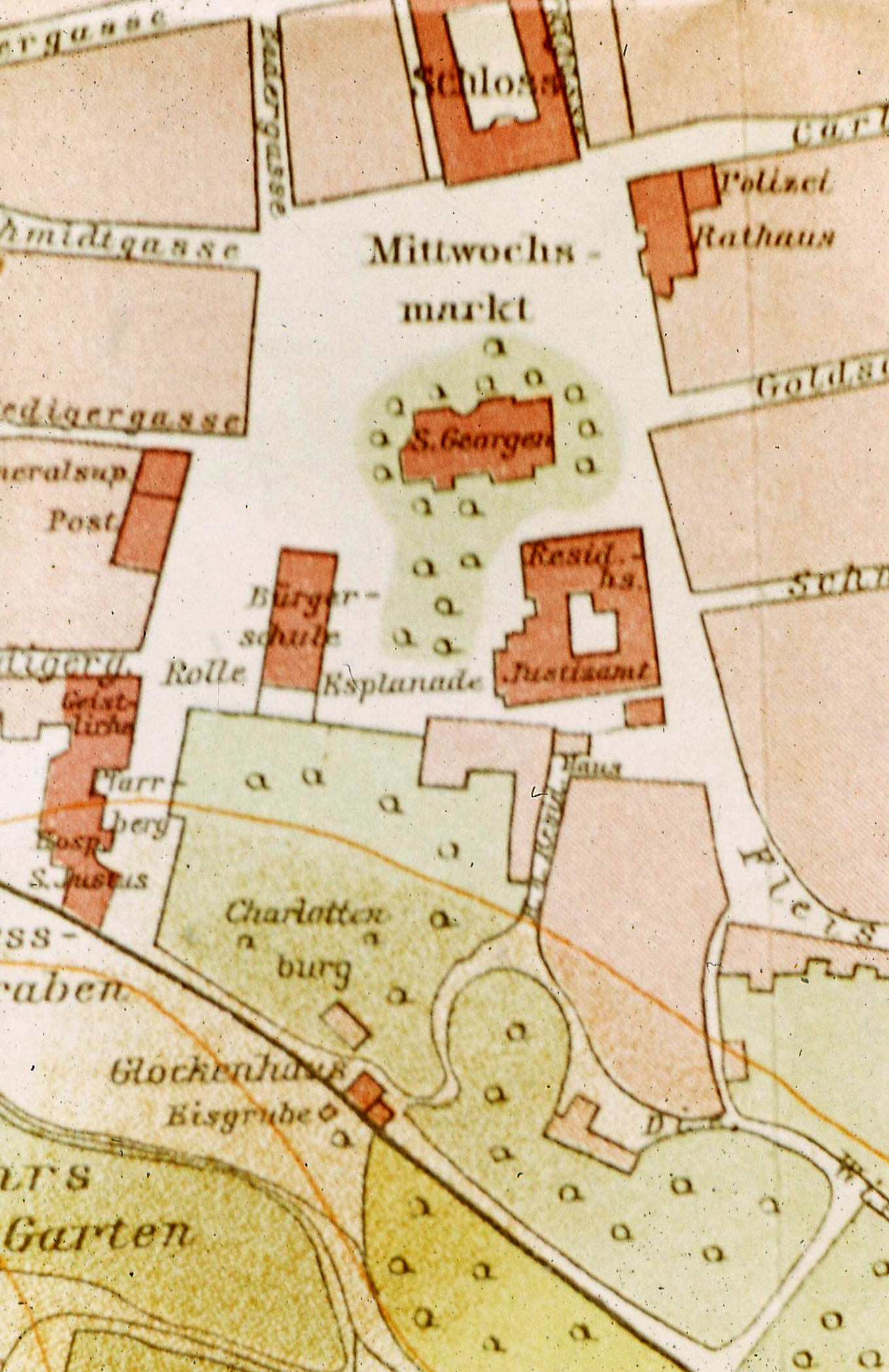
Auszug aus dem Stadtplan von A.C. Boeber, A. Endert (1837); die Georgenschule ist als Bürgerschule eingezeichnet

Die Georgenschule ist ein denkmalgeschütztes Schulgebäude im Stadtzentrum von Eisenach in Thüringen. Das im Stil des Klassizismus an der Südseite des Eisenacher Marktes errichtete Gebäude war der erste Schulzweckbau der Stadt. Namensgeber ist der Eisenacher Stadtheilige Sankt Georg.

## Geschichte
Das Gebäude der Georgenschule wurde von 1823 bis 1825 nach Plänen des Oberbaudirektors des Großherzogtums Sachsen-Weimar-Eisenach, Clemens Wenzeslaus Coudray von dem Großherzoglich Sachsen-Weimar-Eisenachischen Baurat Johann Wilhelm Sältzer errichtet. Am 3. September 1825 wurde es als erste Eisenacher Bürgerschule für mehr als 800 Schüler eröffnet. Bis dahin bestanden in Eisenach sieben Teutsche Schulen mit schlechten Lernbedingungen. Die Bürgerschule wurde 1834 Realschule und erhielt 1843 den Status eines Realgymnasiums.
Nach dem Ersten Weltkrieg wurde das damals bereits „Georgenschule“ genannte Gebäude bis zum Beginn der 1960er Jahre als Berufsschule genutzt. Zum Beginn des Schuljahres 1962/1963 am 1. September 1962 eröffnete die 7. Polytechnische Oberschule, die 1984 den Namen „Rudi-Arnstadt-Schule“ erhielt. 1981 wurde das Gebäude unter Denkmalschutz gestellt.
Mit der Neustrukturierung des Eisenacher Schulnetzes nach der Wende zu Beginn des Schuljahres 1991/1992 wurde das Haus Domizil der 3. Staatlichen Grundschule, welche am 3. Juni 1992 offiziell den Namen „Georgenschule“ erhielt und bis heute Bestand hat. Die Teilfläche des Marktplatzes vor der Georgenschule wurde 2012 als Georg-Philipp-Telemann-Platz gewidmet.